# Babin zub
Babin zub (dvolistak, lat. Tribulus), biljni rod iz porodice dvoliskovica kojemu pripada tridesetak vrsta jednogodišnjeg, ponekad dvogodišneg bilja i trajnica rasprostranjenih po Euroaziji, Africi i Australiji.
Tipično su pubescentne, rijetko gole, 5 čašičnih listića i pet bijelih do zlatno žutih latica, pet do 10 prašnika.

## Vrste
1. Tribulus adelacanthus R.M.Barker
2. Tribulus arabicus Hosni
3. Tribulus astrocarpus F.Muell.
4. Tribulus bimucronatus Viv.
5. Tribulus cistoides L.
6. Tribulus cristatus C.Presl
7. Tribulus echinops Kers
8. Tribulus eichlerianus K.L.Wilson
9. Tribulus excrucians Wawra
10. Tribulus forrestii F.Muell.
11. Tribulus hirsutus Benth.
12. Tribulus hystrix R.Br.
13. Tribulus incanus Hosni
14. Tribulus kaiseri Hosni
15. Tribulus macrocarpus F.Muell. ex Benth.
16. Tribulus macropterus Boiss.
17. Tribulus megistopterus Kralik
18. Tribulus micrococcus Domin
19. Tribulus minutus Leichh. ex Benth.
20. Tribulus mollis Ehrenb. ex Schweinf.
21. Tribulus occidentalis R.Br.
22. Tribulus parvispinus C.Presl
23. Tribulus pentandrus Forssk.
24. Tribulus platypterus Benth.
25. Tribulus ranunculiflorus F.Muell.
26. Tribulus spurius Kralik
27. Tribulus suberosus H.Eichler ex R.M.Barker
28. Tribulus subramanyamii P.Singh, G.S.Giri & V.Singh
29. Tribulus terrestris L.
30. Tribulus zeyheri Sond.